# Espurio Postumio Albino (cónsul 186 a. C.)
Espurio Postumio Albino (En latín: Spurius Postumius Albinus) fue un senador romano del siglo II a. C.

## Carrera política
Fue pretor peregrino en el año 189 a. C. y cónsul en 186 a. C., con Quinto Marcio Filipo como colega. 
Durante su consulado se dictó el senatus consultum de Bacchanalibus, que suprimía el culto a Baco en Roma, debido a los crímenes que se habían cometido en la adoración de este dios.
Fue también augur, y murió en 179 a. C., en avanzada edad.